# بشریت و بالن کاغذی
بشریت و بالن کاغذی (انگلیسی: Humanity and Paper Balloons) فیلمی در ژانر درام به کارگردانی یاماناکا سادائو است که در سال ۱۹۳۷ منتشر شد.